# Triathlon aux Jeux paralympiques d'été de 2024
Navigation
Tokyo 2020 Los Angeles 2024
Les épreuves de paratriathlon aux Jeux paralympiques d'été de 2024  se déroulent les 1er et 2 septembre 2024 avec un départ au Pont Alexandre III, à Paris en France. Il s'agit de la 3e apparition du triathlon aux Jeux paralympiques. L'épreuve de paratriathlon est ouverte à toutes les catégories de handicap. 

## Organisation

### Format et site
Les règles sont établies aussi bien pour assurer la sécurité des athlètes qui peuvent avoir des handicaps de toutes sortes, que pour garantir l'équité des compétitions. Les épreuves de paratriathlon se déroulent sur la distance sprint de 750 mètres de natation, 20 km de cyclisme et 5 km de course à pied.
Les triathlètes avec un handicap de membre supérieur et/ou inférieur concourent le dimanche 1er septembre et le 2 septembre ; ils s'affrontent des triathlètes dans les catégories déficient visuel et en fauteuil.

### Classification
Toutes les catégories sont présentes lors de cette édition :  
- PTWC 1-2 : handicap des membres inférieurs nécessitant l’usage d’un vélo à mains pour la partie cycliste et d’un fauteuil roulant d’athlétisme.
- Les catégories PTWC1 et PTWC2 concourent ensemble, des départs anticipés permettent de rétablir l’équité entre des triathlètes de handicaps différents.
- PTS2 à PTS5 : handicap de membre supérieur et/ou de membre inférieur mais ne nécessitant pas l’usage d’un vélo à mains ni d’un fauteuil roulant d’athlétisme. Les concurrents peuvent en revanche utiliser des prothèses de membres inférieurs pour le cyclisme et la course.
- PTVI 1-3 : handicap visuel.
- Des départs anticipés peuvent permettre de rétablir l’équité entre les triathlètes malvoyants et non-voyants qui sont accompagnés d’un guide.

La catégorie PTS3 n'est présente que pour les hommes, les femmes peuvent toutefois être intégrées dans la catégorie de handicap PTS4.

### Qualification
Un Comité national paralympique (CNP) peut se voir attribuer un maximum de deux dossards de qualification par épreuve, à l'exception de l'épreuve féminine PTS4 dans laquelle un CNP peut se voir attribuer un maximum de trois dossards de qualification. Des exceptions peuvent être faites via la méthode d'attribution sur invitation de la commission bipartite.
Pour toutes les épreuves avec médailles à l'exception de la catégorie PTS4 féminine :
- Les neuf meilleurs athlètes classés (classement au 1er juillet) dans leur catégorie sont qualifiés (avec la limite à deux triathlètes pour chaque comité national).

Pour l'épreuve PTS4 féminine :
- Les neuf meilleures athlètes classées (classement au 1er juillet) dans la catégorie PTS4 sont qualifiés (avec la limite à deux triathlètes pour chaque comité national).
- Les cinq meilleures athlètes classées (classement au 1er juillet) dans la catégorie PTS3 sont qualifiés (avec la limite à un triathlète pour chaque comité national).

Seize athlètes éligibles seront sélectionnés par le Comité international paralympique et World Triathlon pour participer via des invitations de la commission bipartite.
Si le pays hôte ne qualifie pas au moins un athlète masculin et une athlète féminine via la méthode ci-dessus dans une épreuve avec médaille, des invitations bipartites seront proposées au pays hôte pour garantir la possibilité que les deux sexes soient représentés.

## Médaillés

### Hommes
| Épreuves | Or                                       | Argent                                           | Bronze                                        |
| PTWC     | Jetze Plat (NED)                         | Florian Brungraber (AUT)                         | Geert Schipper (NED)                          |
| PTS2     | Jules Ribstein (FRA)                     | Mohamed Lahna (USA)                              | Mark Barr (en) (USA)                          |
| PTS3     | Daniel Molina (ESP)                      | Max Gelhaar (GER)                                | Nico van der Burgt (NED)                      |
| PTS4     | Alexis Hanquinquant (FRA)                | Carson Clough (USA)                              | Nil Riudavets Victory (ESP)                   |
| PTS5     | Chris Hammer (USA)                       | Ronan Cordeiro (BRA)                             | Martin Schulz (GER)                           |
| PTVI     | Dave Ellis B3 (GBR) guide : Luke Pollard | Thibaut Rigaudeau B3 (FRA) guide : Cyril Viennot | Antoine Perel B1 (FRA) guide : Yohan Le Berre |

### Femmes
| Épreuves        | Or                                                | Argent                                               | Bronze                                    |
| PTWC            | Lauren Parker (AUS)                               | Kendall Gretsch (USA)                                | Leanne Taylor (CAN)                       |
| PTS2            | Hailey Danz (USA)                                 | Veronica Yoko Plebani (ITA)                          | Allysa Seely (USA)                        |
| PTS4 incl. PTS3 | Megan Richter (GBR)                               | Marta Francés Gómez (ESP)                            | Hannah Moore (GBR)                        |
| PTS5            | Grace Norman (USA)                                | Claire Cashmore (GBR)                                | Lauren Steadman (GBR)                     |
| PTVI            | Susana Rodríguez B1 (ESP) guide : Sara Pérez Sala | Francesca Tarentello B3 (ITA) guide : Silvia Visaggi | Anja Renner B3 (GER) guide : Maria Paulig |

### Tableau des médailles
| Rang | Nation          | Or | Argent | Bronze | Total |
| ---- | --------------- | -- | ------ | ------ | ----- |
| 1    | États-Unis      | 3  | 3      | 2      | 8     |
| 2    | Grande-Bretagne | 2  | 1      | 2      | 5     |
| 3    | France          | 2  | 1      | 1      | 4     |
| 3    | Espagne         | 2  | 1      | 1      | 4     |
| 4    | Pays-Bas        | 1  | 0      | 2      | 3     |
| 5    | Australie       | 1  | 0      | 0      | 1     |
| 6    | Italie          | 0  | 2      | 0      | 2     |
| 7    | Allemagne       | 0  | 1      | 2      | 3     |
| 8    | Autriche        | 0  | 1      | 0      | 1     |
| 8    | Brésil          | 0  | 1      | 0      | 1     |
| 9    | Canada          | 0  | 0      | 1      | 1     |